# فارنتا
فارنتا (به ایتالیایی: Farneta) یک منطقهٔ مسکونی در ایتالیا است که در مونته‌فیورینو واقع شده‌است. فارنتا ۸ کیلومتر مربع مساحت دارد ۷۰۰ متر بالاتر از سطح دریا واقع شده‌است.